# توم افري
توم افري(بالإنجليزية: Tom Avery): توماس افري ( 17 ديسمبر 1975)ولد في ساسكس، إنجلترا, هو كاتب ومستكشف بريطاني. وقال انه حطم الرقم القياسي المسجل في رحلة إلى القطب الجنوبي في عام 2002. وكان قد زار سيرا على الأقدام كل من القطبين الشمالي والجنوبي، كما أنه معروف بأنه:
أصغر بريطاني تزلج إلى القطب الجنوبي (2002)
قاد أسرع فريق في التاريخ للوصول إلى القطب الشمالي (2005)
مترجم Tom Avery